# Kantonsraad van Zug
De Kantonsraad van Zug (Duits: Kantonsrat) is het kantonsparlement van het kanton Zug. De Kantonsraad heeft wetgevende bevoegdheden en bestaat uit 80 leden die via algemeen kiesrecht gekozen voor de duur van vier jaar.

## Verkiezingsuitslagen 1998-2010
De samenstelling van de Kantonsraad ziet er na de verkiezingen van 1998 tot en met 2010 als volgt uit:
| Partij | Zetels 1998 | % 1998 | Zetels 2002 | % 2002 | Zetels 2006 | % 2006 | Zetels 2010 | % 2010 |
| ------ | ----------- | ------ | ----------- | ------ | ----------- | ------ | ----------- | ------ |
| CVP    | 27          | 33,6%  | 25          | 29,5%  | 23          | 28,8%  | 23          | 23,1%  |
| FDP    | 27          | 32,7%  | 20          | 25,7%  | 20          | 25,0%  | 20          | 23,7%  |
| SVP    | 9           | 12,6%  | 18          | 21,5%  | 17          | 21,3%  | 19          | 22,0%  |
| SGA    | 4           | 2,8%   | 5           | 5,5%   | 12          | 15,0%  | 8           | 14,0%  |
| SP     | 8           | 6,1%   | 9           | 10,5%  | 8           | 10,0%  | 8           | 11,7%  |
| GLP    | -           | -      | -           | -      | -           | -      | 2           | 5,2%   |
| Overig | 5           | 5,5%   | 3           | 5,7%   | 0           | -      | 0           | 0,4%   |
| Totaal | 80          | 100%   | 80          | 100%   | 80          | 100%   | 80          | 100%   |

In 2010 vonden de verkiezingen plaats op 3 oktober.

## Leden
Onder meer volgende personen zetelden in de Kantonsraad van Zug:
- August Henggeler (1886-1898)

## Verwijzingen
1. ↑  www.zug.ch/wahlen-abstimmungen. Gearchiveerd op 6 oktober 2010. Geraadpleegd op 13 augustus 2023.

Socialistisch Groen Alternatief Zug, Frische Brise Alternative Steinhause, Gleis 3, Kritisches Forum, Freie Wähler Menzingen, Forum in Oberägi en het niet in de Kantonsraad vertegenwoordigde Christelijke Sociale Partij Zug vormden samen de Alternative Fraktion, een linkse, sociaal-ecologische fractie in het kantonsparlement.